# Marguerite Yourcenar
Marguerite Yourcenar  (pseudoniem van Marguerite Antoinette Jeanne Marie Ghislaine Cleenewerck de Crayencour) (Brussel, 8 juni 1903 – Mount Desert Island, 17 december 1987) was een Belgisch-Franse schrijfster. Zij schreef romans, korte verhalen en autobiografieën en was daarnaast ook dichter, vertaler, essayist en literair criticus. In 1947 verkreeg zij de Amerikaanse nationaliteit. Yourcenar, winnaar van de Prix Femina en de Erasmusprijs, was in 1980 de eerste vrouw die werd toegelaten tot de Académie Française. Yourcenar is een bijna-anagram van Crayencour.

## Biografie
De auteur, dochter van een Belgische moeder van Belgische adel (Fernande de Cartier de Marchienne, lid van de familie De Cartier, en een Franse burgerlijke vader uit de Nord (Frans-Vlaanderen) (Michel Cleenewerck de Crayencour), werd vrij jong wees. Haar moeder overleed kort na haar geboorte en haar vader voedde haar op buiten het reguliere schoolsysteem. Hij leerde haar moderne talen en Latijn. Zij bewonderde haar vader om zijn zin voor avontuur, zijn weetgierigheid en zijn non-conformisme. De beste vriendin van haar moeder, de auteur Jeanne de Vietinghoff, werd een tweede moeder en groot voorbeeld voor Marguerite.
Ze debuteerde als schrijfster met Alexis ou le traité du vain combat in 1929, het jaar dat zij haar vader verloor.
Dankzij de erfenis van haar moeder bereisde zij mediterrane landen. In 1939, bij de opkomende oorlogsdreiging, vertrok zij op uitnodiging van de vertaalster Grace Frick naar New York, waar zij tot 1953 vergelijkende literatuurwetenschap doceerde aan het Sarah Lawrence College. In 1947 verwierf zij het Amerikaans staatsburgerschap. In 1950 kocht zij samen met Frick een houten landhuis, Petite Plaisance, in het plaatsje Northeast Harbour op Mount Desert Island voor de kust van Maine, dicht bij de Amerikaans-Canadese grens. Dit is een plaatsje waar het zeven maanden per jaar streng wintert. Het landhuisje,  "modeste, mais logeable, accueillant sans apprêt, bourré de livres", is nu ingericht als museum.
Aldaar schreef zij het belangrijkste gedeelte van haar oeuvre. Steunend op haar cultuurhistorische kennis kon zij haar geliefde thema's vormgeven: zelfstandig en kritisch aanwenden van de rede en een humanistisch geloof in de mens. In keizer Hadrianus (76-138 na Chr.), de alchemist Zeno en haar eigen vader komen deze deugden tot leven in haar literair werk. In 1951 verscheen de biografische roman Mémoires d'Hadrien, waarmee zij meteen ook grote bekendheid verwierf. Voor L'Oeuvre au noir (1968) kreeg zij de Prix Femina. In 1974 en 1977 verschenen Souvenirs pieux en Archives du Nord, verwijzend naar de familiegeschiedenis van haar ouders. Over de schrijfster zelf komen wij niet veel te weten, want aan het einde van het tweede deel is de auteur amper zes weken oud. 
Haar levensgezellin Grace Frick, hospes comesque of gast en gezel, overleed in 1979. Daarna ging zij weer reizen, tot aan haar dood in 1987. Quoi? L'Eternité, het laatste deel van de trilogie Le Labyrinthe du Monde verscheen postuum.
In 1980 was Yourcenar de eerste vrouw die in de toen 345 jaar oude Académie française als lid werd toegelaten. De Franse criticus Matthieu Galey publiceerde naar aanleiding van haar verkiezing een aantal gesprekken met de auteur, die gebundeld werden in het boek Les yeux ouverts (1981).

## Yourcenar en Vlaanderen
De schrijfster in spe bracht haar vakanties door op de Zwarteberg bij Belle, vlak bij de grens van Frans-Vlaanderen en West-Vlaanderen. Volgens eigen zeggen keek zij graag naar de wereld door een Vlaamse bril. In een interview uit 1986 met Jozef Deleu zei ze in dit verband: Hoewel ik Française ben en de Franse taal mij van kindsbeen af vertrouwd is en het instrument van mijn schrijverschap is, kan ik mij mezelf niet voorstellen zonder Vlaanderen, zonder de streek waar ik voor het eerst in mijn bestaan werd geconfronteerd met de zuiverheid en de kracht van de grote dingen: het water, de lucht en de aarde.

## Mémoires d'Hadrien
Mémoires d'Hadrien is een historische en psychologische roman uit 1951. De roman heeft de vorm van een denkbeeldige autobiografie van de Romeinse keizer Hadrianus (76-138).

## Yourcenar en de "keuken" van de auteur
De schrijfster reveleerde veel over de wijze waarop haar boeken tot stand kwamen. In dit verband vertrouwde zij de wereld toe: "Mensen denken soms dat een auteur iemand is die op een zekere dag een historietje verzint en zich dan, fantaserend aan de schrijftafel zet om een heel verhaal uit zijn pen te laten vloeien. Meestal gebeurt dit echter niet zo. Men mag zelfs aannemen dat elk groot literair werk –roman of ander – of kunstwerk zonder meer, altijd een lange, gedeeltelijk ondergrondse, voorgeschiedenis heeft. Het kent de trage groei van bomen en planten, en wel zo dat heel die groei en maturatie blijvend tot de substantie van het boek of kunstwerk behoren". Het lijkt er op dat deze stelling onder meer betrekking had op haar eerste roman, Alexis ou le Traité du vain combat. De roman Alexis is een lange brief van een gerenommeerde musicus die aan zijn vrouw zijn homoseksualiteit opbiecht en zijn voornemen te kennen geeft haar te verlaten in een geest van waarheid en vrijheid.
Maar de onthulling was zeker van toepassing op haar in het in de ik-persoon geschreven boek Mémoires d'Hadrien over het leven van deze keizer uit de tweede eeuw. De auteur werkte zich eerst zeer grondig in de materie in. Verder zei ze: "Je crois qu'il faut s'impregner complètement d'un sujet jusqu'à ce qu'il sorte de terre, comme une plante bien arrosée." De eerste twee versies gingen integraal de prullenmand in. Daarna stond de keizer Hadrianus haar helder genoeg voor de geest om met de definitieve romancompositie aan te vangen. Het proces duurde drie jaar, met daarna de tekstafwerking met weglatingen tot de gewenste vorm ontstond, net zoals een beeldhouwer te werk gaat. "A la troisième ou la quatrième révision (...) je supprime tout ce qui peut être supprimé" getuigt Yourcenar over de moeizame arbeid van het schrijven. "De adjectieven sneuvelen het eerst". (Zie Carnets de notes de "Mémoires d'Hadrien" blz 319 tot 364 in de uitgave van Gallimard, Edition Folio, 1981)

## Onderscheidingen
- 1968 Prix Femina Vacaresco
- 1970 Lid van de "Académie royale de langue et de littérature française de Belgique"
- 1980 Lid van de Académie française
- 1983 Erasmusprijs
- Ridder in het Legioen van Eer

Yourcenar was in 1980 de eerste vrouw die werd toegelaten tot de Académie Française. Ze nam indertijd de plaats in die vrij was gekomen na de dood van de filosoof Roger Caillois. In haar acceptatiespeech benoemde Yourcenar met nadruk de grote literaire vrouwen die in de voorbije eeuwen hun stempel hadden gedrukt op het Franse culturele leven, maar die desondanks niet waren toegelaten tot het mannenbolwerk van de Académie. Ze zei ''(...) entouré, accompagné d’une troupe invisible de femmes qui auraient dû, peut-être, recevoir beaucoup plus tôt cet honneur, au point que je suis tentée de m’effacer pour laisser passer leurs ombres.'' (Nederlands: '' (...) omgeven, vergezeld door een onzichtbare groep vrouwen die misschien al wel veel eerder deze eer hadden moeten ontvangen, waardoor ik zelfs geneigd ben een stap naar achter te zetten om hun schimmen voor te laten gaan''). Yourcenar noemde onder anderen Madame de Staël, George Sand, Colette en de salonnières uit het ancien régime als de vrouwen die in haar ogen al veel eerder toegelaten hadden kunnen worden tot de Académie.

## Eerbetoon
Als eerbetoon werd in Brugge een straat (zijstraat Brugse Steenweg) naar Marguerite Yourcenar vernoemd. In Tivoli is het plein voor de ingang van de Villa van Hadrianus Largo Marguerite Yourcenar gedoopt.
In Gent is er een Marguerite Yourcenarpad in de deelgemeente Wondelgem.
De popgroep Fischer-Z schreef de pakkende song met de titel Marguerite Yourcenar.

## Enkele citaten
- "Beaucoup d'hommes se défont, peu d'hommes meurent" (uit Feux)
- "Quand je perds tout, il me reste Dieu" (uit Feux)
- "Il n'y a pas d'amour malheureux : on ne possède que ce qu'on ne possède pas. Il n'y a pas d'amour heureux : ce qu'on possède, on ne le possède plus" (uit Feux)
- "Je doute que toute la philosophie du monde parvienne un jour à abolir l'esclavage ; on en changera tout au plus le nom" (uit Mémoires d'Hadrien)
- "Tâchons d'entrer dans la mort les yeux ouverts" (uit Mémoires d'Hadrien)
- "Car certains corps sont rafraîchissants comme l'eau, et il serait bon de se demander pourquoi les plus ardents sont ceux qui rafraîchissent le plus." (uit L'Œuvre au noir)
- "Il faut chérir quelqu'un pour s'apercevoir qu'il est scandaleux que la créature meure." (uit L'Œuvre au noir)
- "On n'est bien que libre, et cacher ses opinions est encore plus gênant que de couvrir sa peau." (uit L'Œuvre au noir)
- "Plaise à Celui qui Est peut-être de dilater le coeur humain à la mesure de toute la vie." (uit L'Œuvre au noir)
- "Qui serait assez insensé pour mourir sans avoir fait au moins le tour de sa prison?" (uit L'Œuvre au noir)
- "Les conventions finissent par former les êtres" (1976)
- "L'histoire ne s'intéresse qu'aux privilégiés" (1976)
- "La relation entre l'écrivain et ses personnages est difficile à décrire. C'est un peu la même qu'entre des parents et des enfants" (1976)
- "Les êtres finissent toujours par vous échapper" (1976)
- "La nature humaine change peu tout en étant capable d'une plasticité extraordinaire à l'extérieur" (1976)
- "Soyons subversifs. Révoltons-nous contre l'ignorance, l'indifférence, la cruauté, qui d'ailleurs ne s'exercent si souvent contre l'homme que parce qu'elles se sont fait la main sur les bêtes. Rappelons-nous, s'il faut toujours tout ramener à nous-mêmes, qu'il y aurait moins d'enfants martyrs s'il y avait moins d'animaux torturés, moins de wagons plombés amenant à la mort les victimes de quelconques dictatures, si nous n'avions pris l'habitude des fourgons où les bêtes agonisent sans nourriture et sans eau en attendant l'abattoir. (over het vegetarisme)
- "Les animaux sont mes amis et je ne mange pas mes amis" (over het vegetarisme)
- "La protection de l'animal, c'est au fond le même combat que la protection de l'homme" (over het vegetarisme)

## Belangrijkste werken
- Alexis, 1929 (Alexis, of De verhandeling over de vergeefse strijd, vert. Theo Kars, 1971) – "haar eerste echt gewaardeerde boek"[4]
- Le coup de grâce, 1939 (Het genadeschot, vert. Jenny Tuin, 1990)
- Mémoires d'Hadrien, 1951 (Hadrianus' Gedenkschriften, 1952)
- L'Oeuvre au noir, 1968 (Het hermetisch zwart, 1971)
- Le Labyrinthe du Monde: ('s Werelds doolhof)
  - Souvenirs pieux, 1974 (Dierbare nagedachtenis, vert. Ton van der Stap en Theo Duquesnoy, 1983)
  - Archives du Nord, 1977 (Archieven uit het Noorden, vert. Jenny Tuin, 1985)
  - Quoi? L'Eternité, 1988 (Wat? De eeuwigheid, vert. Paul Beers en Judith Moesman, 1990)

## Verzameld werk
- Le Jardin des chimères (1921, poëzie)
- Les dieux ne sont pas morts (1922, poëzie)
- Alexis ou le Traité du vain combat (1929, roman)
- La Nouvelle Eurydice (1931, roman)
- Pindare (1932)
- Le Denier du rêve (1934, roman)
- La Mort conduit l'Attelage (1934)
- Feux (1936, gedichten en proza)
- Nouvelles orientales (1939)
- Les Songes et les Sorts (1939)
- Le Coup de grâce (1939, roman)
- Mémoires d'Hadrien (1951, roman)
- Électre ou la chute des masques (1954)
- Sous bénéfice d'inventaire (1962, essay)
- Ah, mon beau château (1962) (Over het Kasteel van Chenonceau aan de Loire)
- Qui n'a pas son Minotaure ? (1963)
- Fleuve profond, sombre rivière (1964, vertaling van negro-spirituals)
- L'Œuvre au noir (1968)
- Le labyrinthe du monde. I, Souvenirs pieux (1974)
- Le labyrinthe du monde. II, Archives du Nord (1977)
- La Couronne et la lyre (1979, bloemlezing van uit het Grieks vertaalde gedichten)
- Mishima ou La vision du vide, (1981, essay)
- Comme l'eau qui coule (1982) (Anna, soror, Un homme obscur, Une belle matinée)
- Œuvres romanesques (Bibliothèque de la Pléiade, 1982; omvat Alexis ou Le traité du vain combat, Le Coup de grâce, Denier du rêve, Mémoires d'Hadrien, Carnets de notes de «Mémoires d'Hadrien», L'Œuvre au Noir, Carnets de notes de «L'Œuvre au Noir», Anna, soror..., Un homme obscur, Une belle matinée, Feux, Nouvelles orientales. Supplément: La nouvelle Eurydice)
- Le temps, ce grand sculpteur (1983)
- Les charités d'Alcippe, (1984, gedichten)
- Le labyrinthe du monde. III, Quoi ? L'éternité (1988)
- Essais et mémoires (Bibliothèque de la Pléiade, 1991)
- D'Hadrien à Zénon : correspondance, 1951-1956, 2004
- Une volonté sans fléchissement : Correspondance 1957-1960, 2007
- Marguerite Yourcenar en questions, 2008
- Persévérer dans l'être : Correspondance 1961-1963, 2011